# 格拉比夫齊 (巴爾區)
48°51′40″N 27°53′21″E / 48.86111°N 27.88917°E
格拉比夫齊（烏克蘭語：Грабівці），是烏克蘭的村落，位於該國西南部文尼察州，由日梅林卡區負責管轄，面積21.98平方公里，海拔高度283米，2001年人口572，人口密度每平方公里26.02人。